# Twinpigs
Twinpigs či Twin Pigs nebo také Twinpigs Park Rozrywki či Twin Pigs - Miasteczko westernowe, je westernové městečko a zábavní park ve městě Żory v městském okrese Żory v jižním Polsku. Geograficky se také nachází v Horním Slezsku v mezoregionu Równina Pszczyńska ve Slezském vojvodství.

## Historie a popis místa
Twinpigs napodobuje atmosféru divokého západu a byl postaven v roce 2012. Více než 10 hektarů parku je rozděleno do osmi tematických zón odkazujících na americkou historii a kulturu. Zástavba připomíná americké městečko z 19. století s charakteristickým uspořádáním ulic, budov a spoustou tematických atrakcí. Je zde více než 30 různých atrakcí včetně virtuální reality, několika kin, minizoo, lunaparku, restaurací a hotelu.

## Další informace
Park je celoročně přístupný a vstup je zpoplatněn.

## Galerie

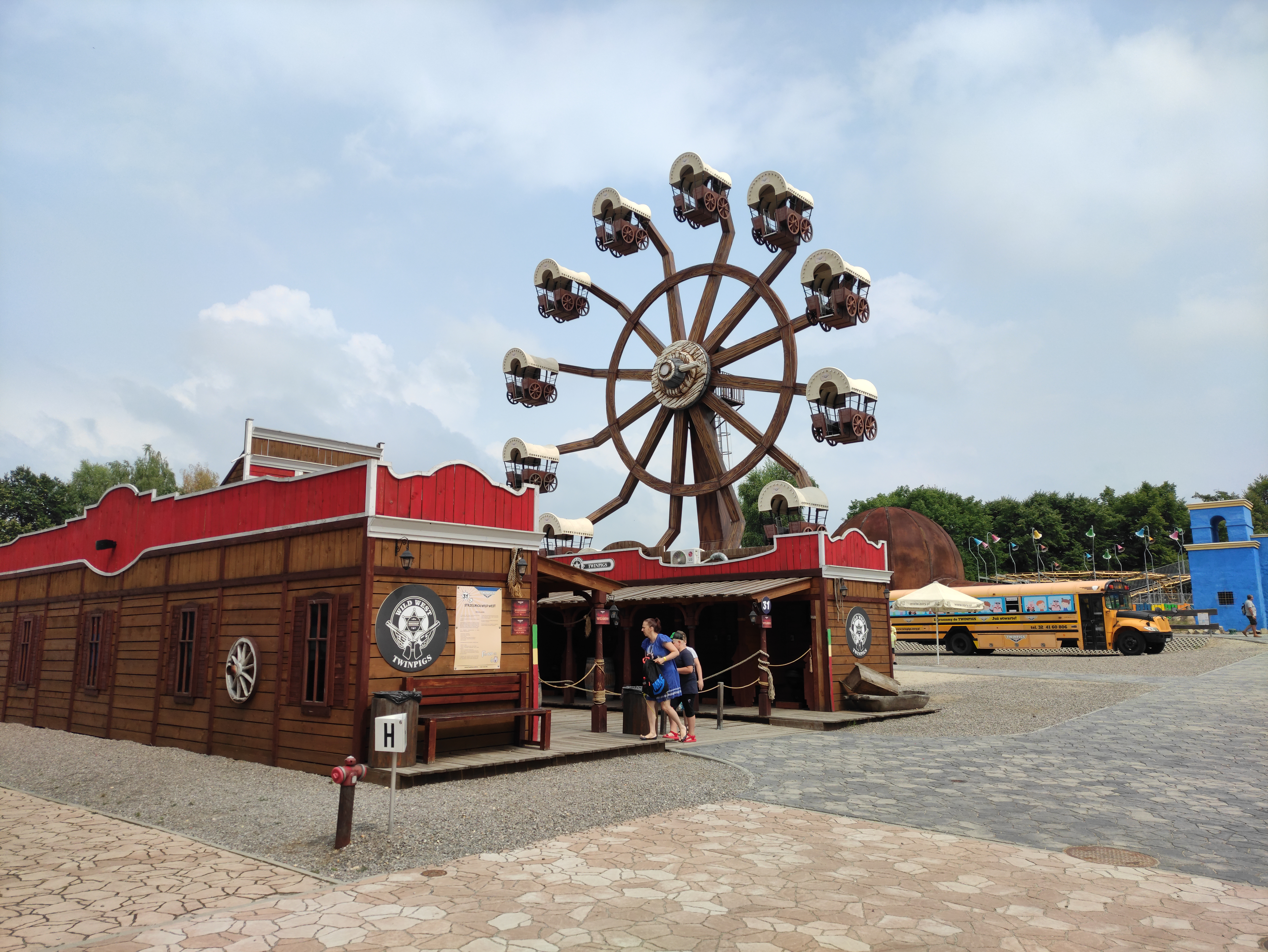
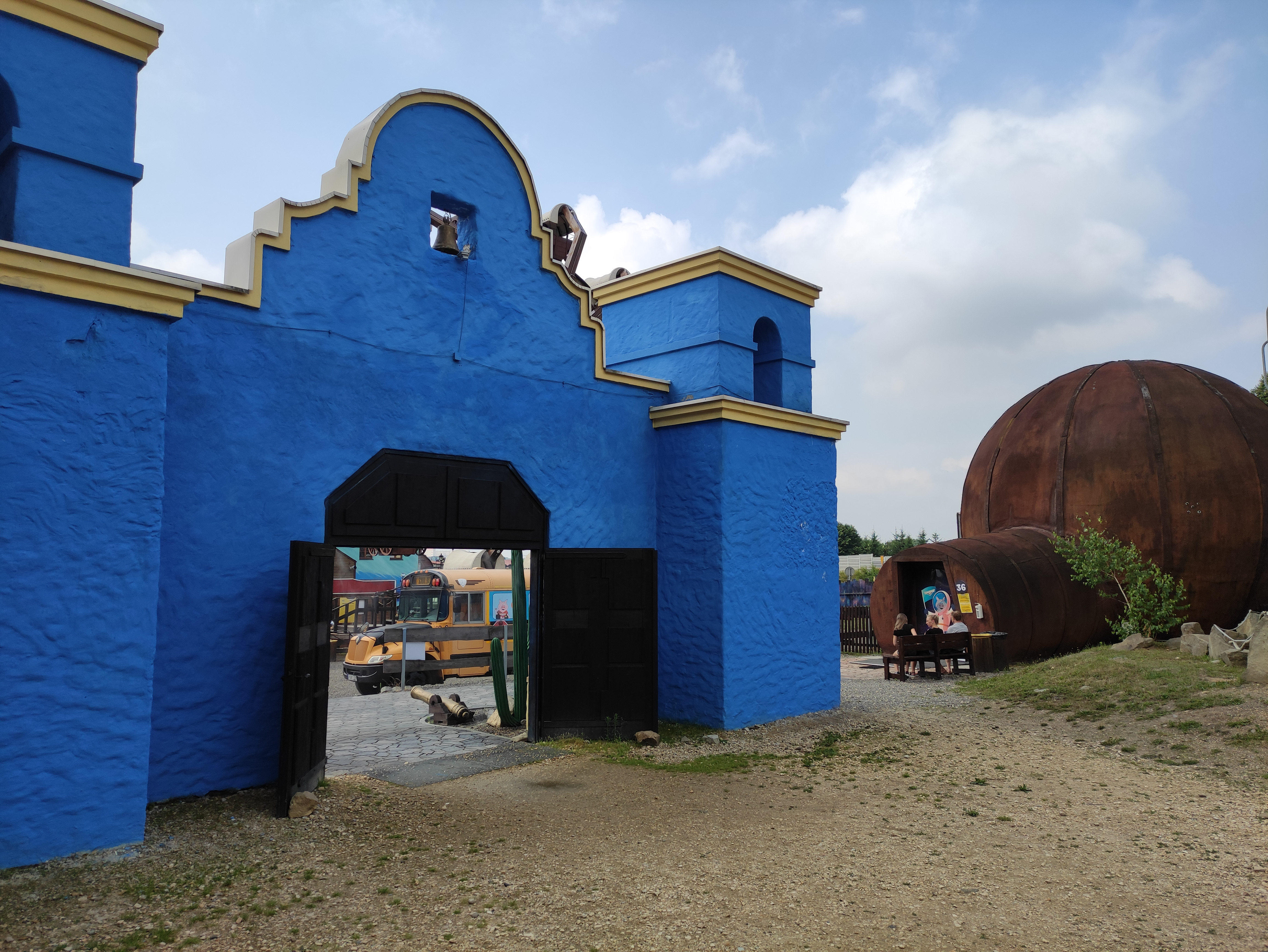
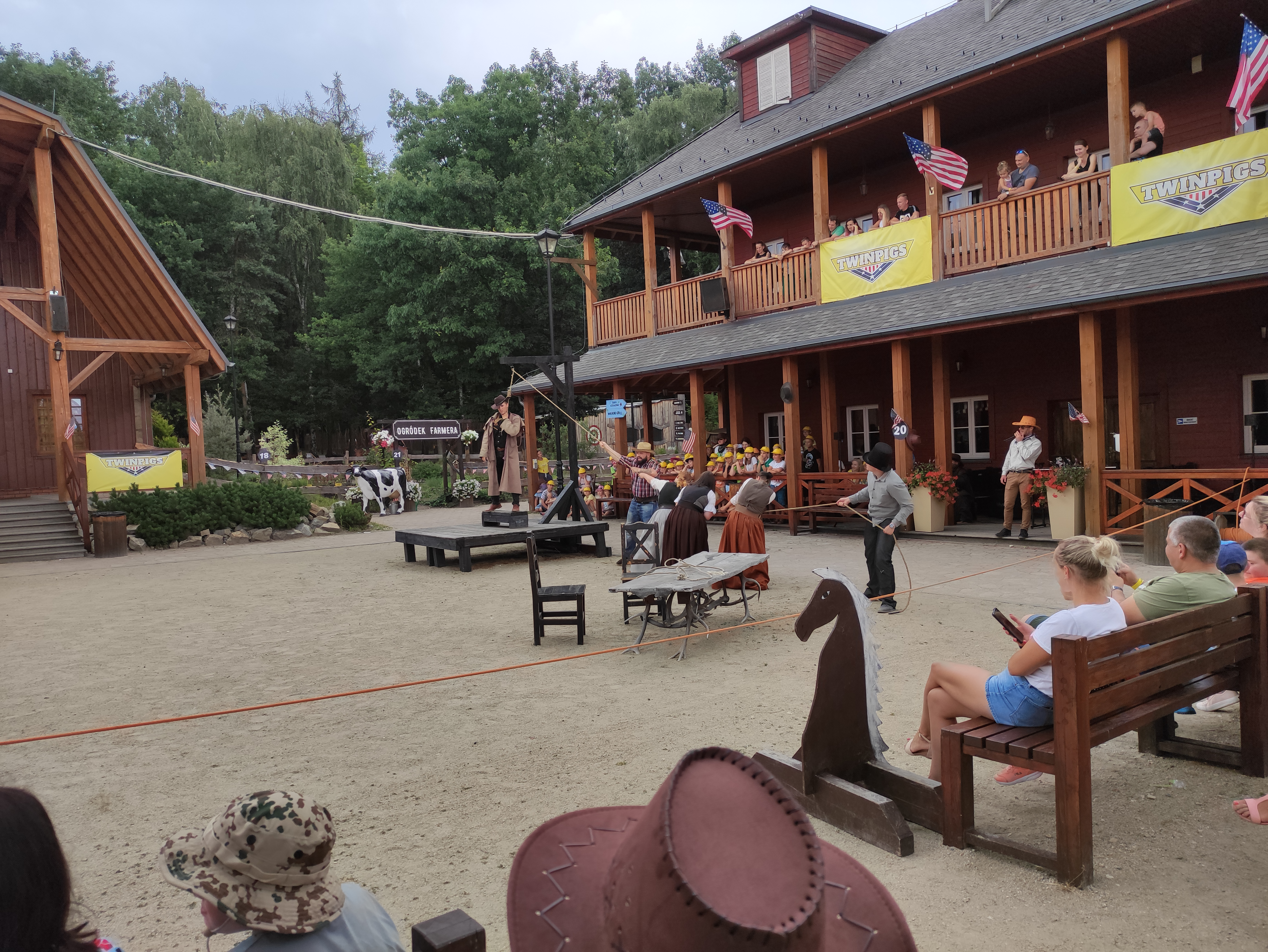
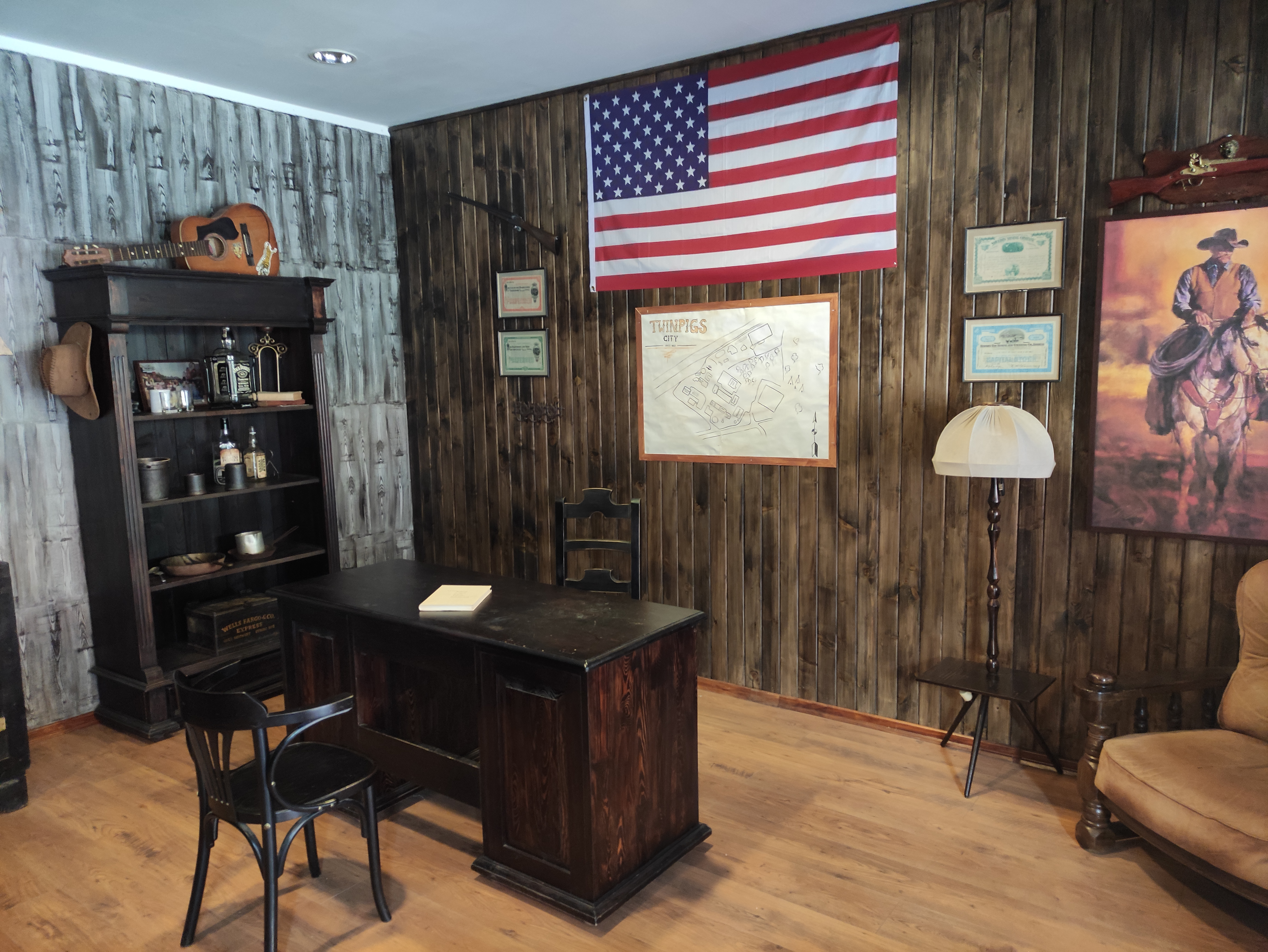
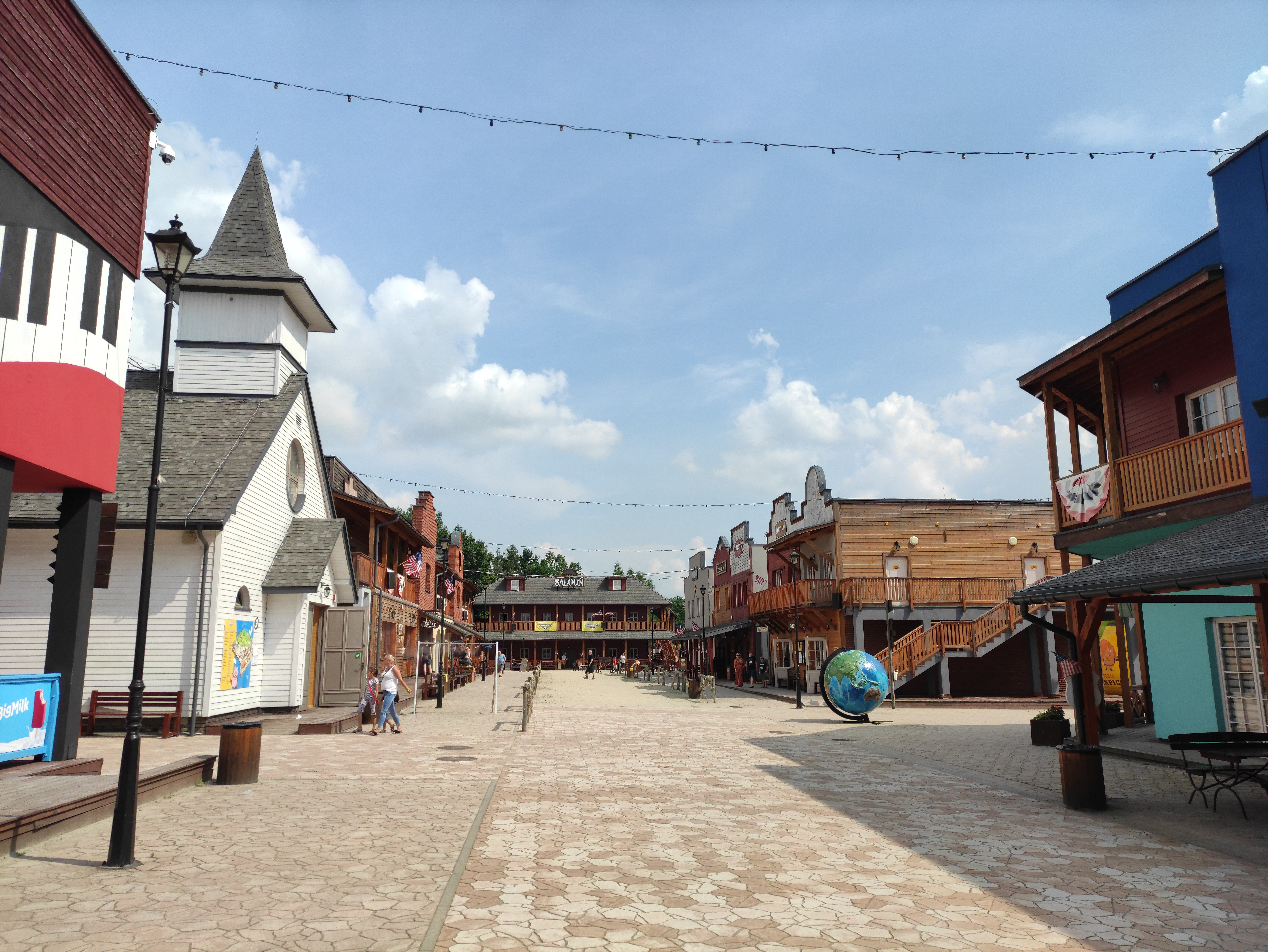
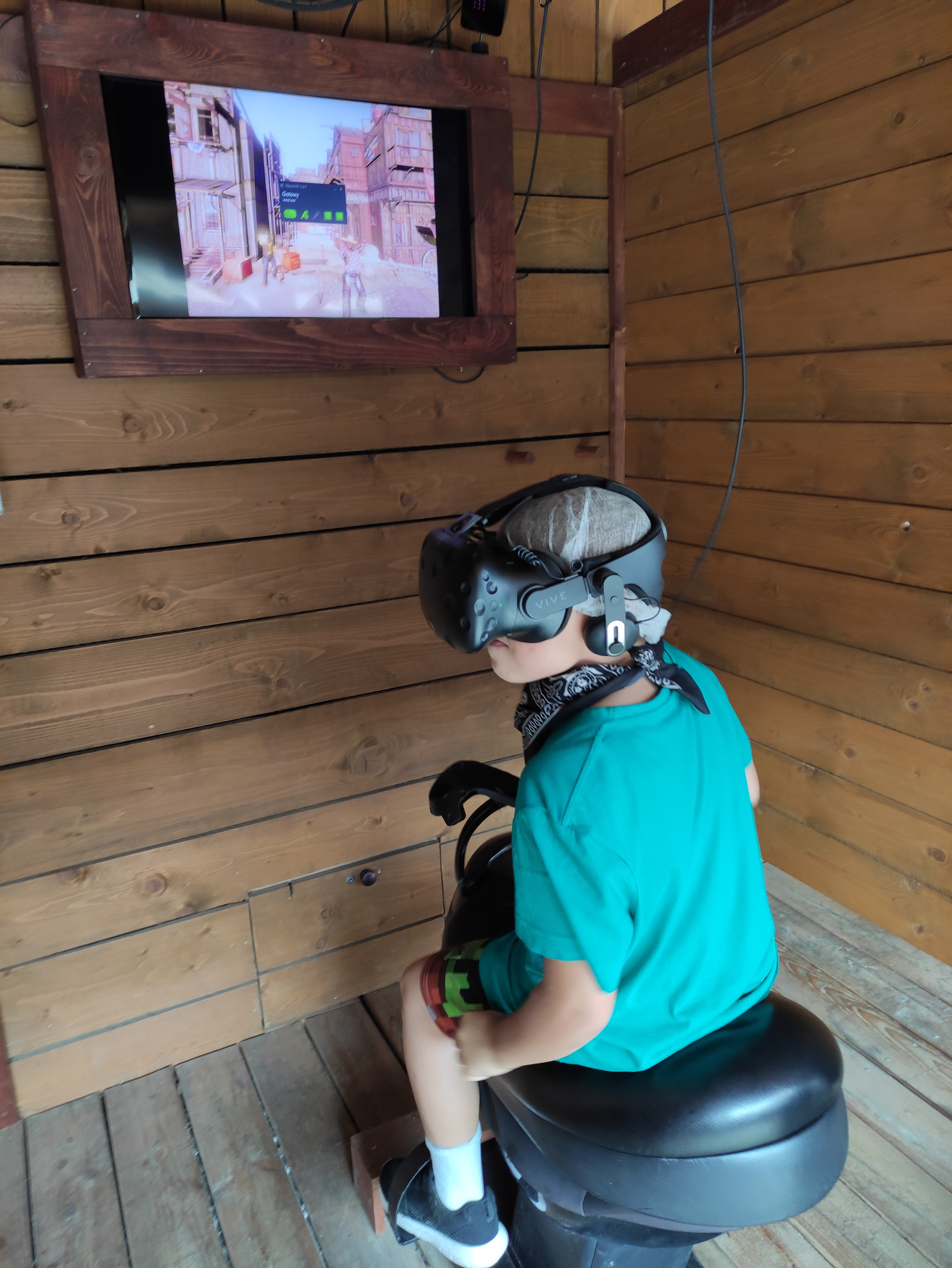